# Партия зелёных (Колумбия)
Партия зелёных (исп. Alianza Verde) — колумбийская политическая партия, расположенная в центре и левом центре политического спектра. Партия выступает за социальную справедливость, избирательную реформу, экономическую устойчивость и мирный процесс в стране.

## История
Партия была основана 25 ноября 2005 года в Боготе группой людей во главе с Карлосом Рамоном Гонсалесом Мерчаном и Элиасом Пинедой.

### Региональные выборы 2007 года
В ходе региональных выборов в Колумбии 28 октября 2007 года для избрания губернаторов департаментов, депутатов собраний департаментов, мэров и советов и местных административных хунт партия странным образом выиграла губернаторство Сезара с кандидатом Кристианом Морено Панезо и Боякой с кандидатом Хосе Росо Милланом. Партия также получила 23 муниципальных мэра.

### Выборы в Конгресс 2010 года
Три независимых бывших мэра Боготы, Луис Эдуардо Гарсон, Антанас Моцкус и Энрике Пеньялоса, создали альянс, чтобы выбрать независимого кандидата на пост президента. Однако им требовалась политическая структура. Специальная коалиция объединилась с партией зеленых по выбору центра, которая сменила название на партию зеленых. После этого к новой партии присоединились многие региональные политики.
Моцкус был избран кандидатом в президенты на первичных выборах Партии зеленых, которые состоялись 14 марта 2010 года. В тот же день партия получила 5 мест в Сенате.

### Выборы 2018 года
Партия поддерживает колумбийский мирный процесс и сформировала «Коалицию избирательного альянса Колумбия» с центристскими и левоцентристскими партиями, такими как «Гражданский компромисс», чтобы представить единого кандидата в президенты Серхио Фахардо на президентских выборах 2018 года.

## Слоганы
- «Твоя жизнь священна»
- «Общественные ресурсы священны»
- «Не все оправдано»
- «Голос совести»
- «Природные ресурсы священны»